# Manfred Einsiedler
Manfred Leopold Einsiedler (* 6. März 1973) ist ein österreichischer Mathematiker.

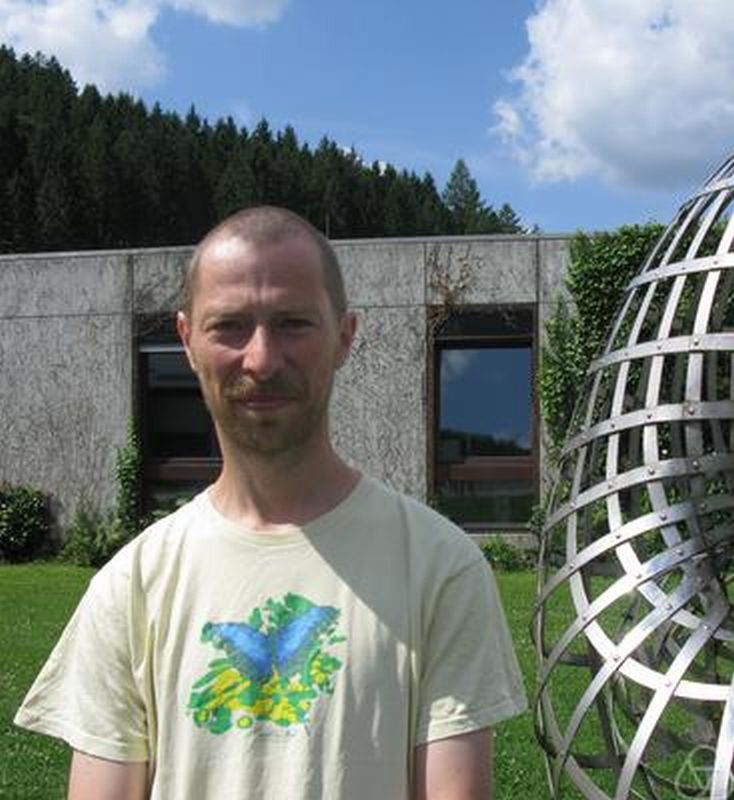
Manfred Einsiedler, Oberwolfach 2010

## Wirken
Einsiedler studierte Mathematik an der Universität Wien, wo er 1996 sein Diplom machte und 1999 bei Klaus Schmidt promoviert wurde (Problems in higher dimensional dynamics). Als Post-Doc war er an der University of East Anglia in Norwich und ab 2001 an der Penn State University. 2001 habilitierte er sich in Wien und war danach (beurlaubter) außerordentlicher Professor an der Universität Wien. 2004/5 war er Gastprofessor an der Princeton University (als Clay Research Scholar). Ab 2006 war er Associate Professor und ab 2008 Professor an der Ohio State University. Seit 2009 ist er Professor an der ETH Zürich. 2010 wurde er korrespondierendes Mitglied der Österreichischen Akademie der Wissenschaften.
Im Jahr 2004 gewann er den Förderungspreis der Österreichischen Mathematischen Gesellschaft. 2008 war er Invited Speaker auf dem Europäischen Mathematikerkongress in Amsterdam (Effective equidistribution and spectral gap). 2010 war er Invited Speaker auf dem Internationalen Mathematikerkongress in Hyderabad (Application of measure rigidity of diagonal actions).
Einsiedler befasst sich mit Ergodentheorie (Gleichverteilungsfragen zum Beispiel von Orbiten von Gruppenwirkungen in homogenen Räumen) einschließlich Anwendungen in der Zahlentheorie. Er arbeitete dabei teilweise mit Grigori Alexandrowitsch Margulis und Akshay Venkatesh zusammen. Mit Elon Lindenstrauss und Anatole Katok bewies er, dass eine Vermutung von John Edensor Littlewood über gleichzeitige diophantische Approximation fast immer gilt. Fast immer bedeutet in diesem Zusammenhang, dass die Menge von Zahlen, für die die Vermutung nicht gilt, Hausdorff-Dimension 0 hat.

## Schriften
- What is Measure Rigidity? In: Notices of the AMS. Band 56, Nr. 5, Mai 2009, S. 600–601 (PDF; 60,4 kB, englisch).
- Mit Thomas Ward: Ergodic Theory: with a view towards Number Theory. Springer, London 2010, ISBN 978-0-85729-020-5.